# Pasirpogor
Pasirpogor is een bestuurslaag in het regentschap West-Bandung van de provincie West-Java, Indonesië. Pasirpogor telt 5479 inwoners (volkstelling 2010).